# Tobin Lake (Saskatchewan)
Tobin Lake je obec v Saskatchewanu, na břehu přehradní nádrže Tobin Lake na řece Saskatchewan. Nachází se severovýchodně od městečka Nipawin a severozápadně od oblasti Mrkvové údolí.